# 聿部
聿部，為漢字索引中的部首之一，康熙字典214個部首中的第一百二十九個（六劃的則為第十二個）。在傳統漢字與中文簡化字中，其都被歸為六劃部首。聿部以上、下方為部字。且無其他部首可用者將部首歸為聿部。

## 部首單字解釋
1.毛筆，筆的古字。見說文。
2.助詞。用於句首或句中。
3.疾速的，通遹。
4.姓。

## 字形

甲骨文
金文
大篆
小篆

## 部首字元及變形
- ⾀：KANGXI RADICAL BRUSH ONE (U+2F80)
- ⺺：CJK RADICAL BRUSH ONE (U+2EBA)
- ⺻：CJK RADICAL BRUSH TWO (U+2EBB)

## 字例
| 除部首外之筆劃 | 字例 -{  |
| -------------- | -------- |
| 0              | 聿𦘒肀⺻ |
| 4              | 肁肂肃   |
| 7              | 䏋肄肅肆 |
| 8              | 肇肈     |
| 11             | 𦘦       |
| 13             | 𦘧 }-    |